# Lydia Jele
Lydia Casey Jele (* 22. Juni 1990 in Gaborone als Lydia Mashila) ist eine botswanische Sprinterin, die sich auf den 400-Meter-Lauf spezialisiert hat.

## Sportliche Laufbahn
Erste internationale Erfahrungen sammelte Lydia Jele im Jahr 2010, als sie bei den Commonwealth Games in Neu-Delhi mit der botswanischen 4-mal-400-Meter-Staffel in 3:38,44 min den sechsten Platz belegte. Im Jahr darauf nahm sie erstmals an der Sommer-Universiade in Shenzhen teil und erreichte dort über 200 das Viertelfinale, in dem sie mit 24,77 s ausschied, während sie im 400-Meter-Lauf mit 55,06 s im Halbfinale ausschied. Anschließend startete sie bei den Afrikaspielen in Maputo, scheiterte dort aber über 400 Meter mit 57,68 s in der ersten Runde. 2012 erreichte sie bei den Afrikameisterschaften in Porto-Novo das Halbfinale über 400 Meter, in dem sie mit 53,60 s ausschied. Zudem gewann sie mit der Staffel in 3:31,27 min die Silbermedaille hinter dem Team aus Nigeria. 2013 stellte sie in Spanien neue Hallenrekorde über 200 und 800 Meter auf und nahm Anfang Juli erneut an den Studentenweltspielen in Kasan teil, bei denen sie mit 53,57 s im Halbfinale über 400 Meter ausschied. Mit der Staffel qualifizierte sie sich zudem erstmals für die Weltmeisterschaften in Moskau, bei denen sie mit 3:38,96 min aber den Finaleinzug verpasste. 2014 belegte sie bei den Afrikameisterschaften in Marrakesch in 23,77 s den siebten Platz im 200-Meter-Lauf und schied über 400 Meter mit 53,37 s in der Vorrunde aus. Zudem gewann sie mit der Staffel in 3:40,28 min die Bronzemedaille hinter den Teams aus Nigeria und Kenia.
Bei den IAAF World Relays 2015 auf den Bahamas erreichte sie in 3:35,76 min den fünften Platz im B-Finale und anschließend wurde sie bei den Afrikaspielen in Brazzaville in 53,85 s Siebte über 400 Meter und siegte mit der Staffel in 3:32,84 min, nachdem die ursprünglich siegreiche Stafette aus Nigeria wegen eines Dopingverstoßes disqualifiziert worden war. Im Jahr darauf erreichte sie bei den Afrikameisterschaften in Durban in 52,41 s Rang vier im Einzelbewerb, belegte mit der 4-mal-100-Meter-Staffel in 46,10 s den fünften Platz, während sie mit der 4-mal-400-Meter-Staffel nach 3:31,54 min auf Rang vier einlief. Zudem schaffte sie über 400 Meter die Qualifikation für die Olympischen Spiele in Rio de Janeiro, bei denen sie dann mit 52,24 s in der Vorrunde ausschied. 2017 stellte sie bei den Botswanischen Meisterschaften einen neuen Landesrekord im 100-Meter-Lauf von 11,39 s auf. Zuvor erreichte sie bei den World Relays in 3:30,13 min Rang sechs. Im August gelangte sie bei den Weltmeisterschaften in London über 400 Meter bis in das Halbfinale, in dem sie mit 51,57 s ausschied. Zudem wurde sie mit der Staffel in 3:28,00 min Siebte.
2018 wurde sie wegen eines Dopingverstoßes für vier Jahre bis 2022 gesperrt. Im Juni 2022 startete sie bei den Afrikameisterschaften in Port Louis und belegte dort in 53,58 s den sechsten Platz über 400 Meter und wurde mit der 4-mal-400-Meter-Staffel in 3:36,96 min Vierte. Anschließend schied sie bei den Commonwealth Games in Birmingham mit 55,09 s im Halbfinale über 400 Meter aus und belegte mit der Staffel in 3:41,14 min den siebten Platz. Im Jahr darauf verpasste sie bei den Weltmeisterschaften in Budapest mit 3:31,85 min den Finaleinzug mit der Staffel. 2024 gewann sie bei den Afrikaspielen in Accra in 3:13,99 min gemeinsam mit Collen Kebinatshipi, Bayapo Ndori und Obakeng Kamberuka die Silbermedaille hinter dem nigerianischen Team. Zudem belegte sie in 53,05 s den siebten Platz über 400 Meter und gewann mit der Frauenstaffel in 3:33,44 min gemeinsam mit Thomphang Basele, Obakeng Kamberuka und Oratile Nowe die Bronzemedaille hinter den Teams aus Nigeria und Sambia. Im Mai verpasste sie bei den World Athletics Relays auf den Bahamas in 3:16,39 min eine Direktqualifikation in der Mixed-Staffel für die Olympischen Spiele in Paris. Anschließend belegte sie bei den Afrikameisterschaften in Douala in 52,72 s den fünften Platz über 400 Meter und gelangte mit der Staffel mit 3:33,13 min auf Rang vier. Wegen eines zweiten Dopingverstoßes wurde sie mit Wirkung ab 17. Juni 2024 für acht Jahre gesperrt.
In den Jahren 2012, 2014 und 2024 wurde Jele botswanische Meisterin im 400-Meter-Lauf sowie 2014 auch über 200 Meter. 2017 siegte sie im 100-Meter-Lauf.

## Persönliche Bestleistungen
- 100 Meter: 11,39 s (−1,8 m/s), 13. Mai 2017 in Francistown
- 200 Meter: 23,55 s (+0,3 m/s), 10. Februar 2024 in Pretoria
  - 200 Meter (Halle): 24,36 s, 16. Februar 2013 in Sabadell (botswanischer Rekord)
- 400 Meter: 50,32 s, 25. März 2017 in Pretoria
  - 400 Meter (Halle): 54,36 s, 16. Februar 2013 in Sabadell
  - 800 Meter (Halle): 2:13,69 min, 26. Januar 2013 in Valencia (botswanischer Rekord)